# Sprache des Nationalsozialismus
Die Sprache des Nationalsozialismus oder NS-Deutsch bezeichnet ein Vokabular der deutschen Sprache und eine bestimmte öffentliche Rhetorik aus der Zeit des Nationalsozialismus, die den Sprachgebrauch im NS-Staat stark beeinflusste. Sie enthält sowohl Neuschöpfungen von Wörtern als auch veränderte Bedeutungszuschreibungen für bereits vorhandene Wörter. Beide wurden teils absichtlich geschaffen (geprägt), teils unreflektiert eingebürgert.
Adolf Hitler und Joseph Goebbels gelten als führende Vertreter dieser Sprache. Sie wirkten größtenteils mit ihren Sprechattacken als Demagogen und verwendeten die Massenmedien systematisch für ihre NS-Propaganda, so dass sich ihr Sprechstil und Vokabular weit verbreiten und in vielen öffentlichen Bereichen durchsetzen konnte.

## Besondere Merkmale
- Die Sprache im Nationalsozialismus enthielt häufig Superlative und hob die „Größe“ einzelner Personen und/oder ihrer Leistungen mit Worten wie „einmalig“, „einzig“, „gigantisch“, „historisch“, „total“, „ungeheuer“ usw. hervor. Hitler wurde 1940 nach dem schnellen Sieg über Frankreich von Keitel als „Größter Feldherr aller Zeiten“ angeredet. (Später spöttisch von Offizieren intern als „Gröfaz“ bezeichnet.)
- Eine zentrale Bedeutung hatte die Vokabel Volk, die als Abstammungs-, Geschichts- und Kulturgemeinschaft mit engem Bezug zum Territorium, dem sogenannten „Volksboden“ verstanden wurde (siehe Blut-und-Boden-Ideologie).[2] Der Begriff wurde sowohl inklusiv im Sinne einer Solidarität aller Zugehörigen verstanden (Volksgemeinschaft, Volksgenosse) als auch exklusiv, indem sogenannte Fremdvölkische ausgegrenzt wurden. Volk war für die Nationalisten ein rassenbiologisch verstandenes organisches Ganzes, der Volkskörper, der mehr war als die Summe der Individuen, die ihn ausmachten. In der Tradition des deutschen Nationalismus und der völkischen Bewegung wurde es zum obersten Wert überhöht: „Du bist nichts, dein Volk ist alles“.[3] Die besondere Bedeutung der Vokabel in der Sprache des Nationalsozialismus zeigt sich in zahlreichen Wortzusammensetzungen wie Volksdeutsche, Volksempfänger, Volkswagen, Volkssturm, Volksschädling, Reichsministerium für Volksaufklärung und Propaganda, Volksgerichtshof, Nationalsozialistische Volkswohlfahrt u.v.a.m.
- Um seinen Anspruch auf Modernität und tatsächliche Technikversessenheit zu unterstreichen, verwendete der Nationalsozialismus häufig Begriffe aus der sich immer weiter verbreitenden Elektrotechnik in sachfremden Zusammenhängen („Anschluss“, „Gleichschaltung“).
- Ausdrücke aus wissenschaftlicher bzw. medizinischer Fachsprache wurden zum Teil in andere Bereiche übertragen und erhielten so eine andere Bedeutung. Auf diese Weise pseudowissenschaftlich umgedeutet, sollten Aussagen wissenschaftlich fundiert, also objektiv und rational erscheinen. Unter anderem wurden Menschengruppen als „Krebsgeschwür“ bezeichnet, und die Evolutionstheorie nach Charles Darwin verdreht wiedergegeben in einer Art spartanischen Weltanschauung.
- Wertfreie technische und sachliche Ausdrücke dienten oft als Euphemismus, um Mordpläne und grausame Taten zu verdecken und zu verharmlosen: z. B. „Endlösung der Judenfrage“ für die angestrebte weltweite Vernichtung aller Juden oder „Sonderbehandlung“ für Tötung (siehe dazu auch Korherr-Bericht), „Vernichtung lebensunwerten Lebens“ für NS-Krankenmorde, oder „Kinderfachabteilung“ für Erforschung und Tötung von geistig behinderten Kindern.
- Die nationalsozialistische Propaganda übernahm viele Begriffe, Redewendungen und ihren Sprachduktus aus dem Bereich der Religion, besonders der kirchlichen Sakralsprache: z. B. Worte wie „ewig“, „Glaubensbekenntnis“, „Heil“.
- Damit waren öffentliche Rituale verbunden, die der kirchlichen Liturgie ähnelten, wie zum Beispiel der nationalsozialistische Weihnachtskult. Der Antwortruf Sieg Heil der „Massen“ auf Hitlers Ansprachen entsprach formal einem Amen, der zustimmenden Antwort einer Gemeindeversammlung auf den Liturgen.
- Die jüdische Minderheit wurde von den Nationalsozialisten im Anschluss an die jahrhundertealte Tradition des Antijudaismus und Antisemitismus oft mit Tiermetaphern oder mit rassistischen Vergleichen aus der Schädlingsbekämpfung als „Volksschädlinge“ beschrieben. So schrieb Hitler in Mein Kampf: „Der Jude ist und bleibt der typische Parasit, ein Schmarotzer, der wie ein schädlicher Bazillus sich immer mehr ausbreitet, sowie nur ein günstiger Nährboden dazu einlädt.“
- Die Verwaltungssprache des Nationalsozialismus zeichnet sich durch extreme Kürze, insbesondere gegenüber den verfolgten Opfergruppen aus, so wurde z. B. zur Kennzeichnung von Vorgängen, die Sinti und Roma betreffen ein einfaches Z (für Zigeuner) verwendet, das als Aktenvermerk, aber auch als Tätowierung von Häftlingen eingesetzt wurde.
- Die untergeordnete Position der Arbeiter und Angestellten eines Unternehmens gegenüber der Firmenleitung wurde auch durch die Verwendung des Begriffs „Gefolgschaft“ für die Belegschaft deutlich gemacht (siehe auch: Führerprinzip).
- Für neue Institutionen wurden inflationär Abkürzungen benutzt, so als seien diese Institutionen schon längst bekannt, etwa BDM, DAF, HJ, JM, DJ, NSKK, NSFK, KdF, RAD etc.

## Sprachlenkung und Sprachkontrolle

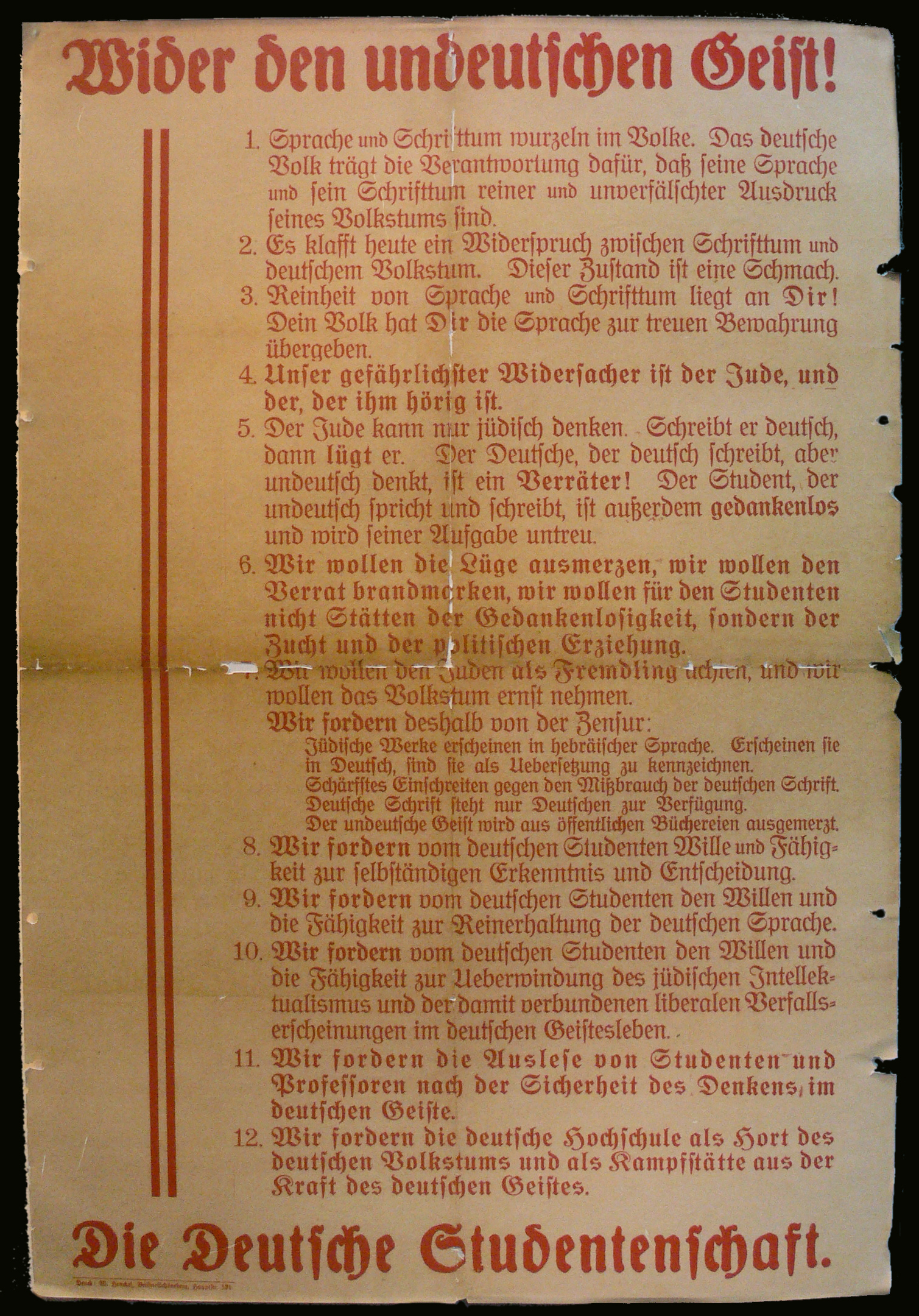
Flugblatt des NS-Studentenbundes, das 1933 zur Bücherverbrennung verbreitet wurde

Das neu geschaffene Reichsministerium für Volksaufklärung und Propaganda (RMVP) übernahm schon ab März 1933 in ganz Deutschland die inhaltliche Lenkung des Rundfunks, der Presse, der Literatur, der bildenden Kunst, des Films, des Theaters und der Musik. Es übte mittels der September 1933 gegründeten Reichskulturkammer die Kontrolle über fast alle Bereiche der Kultur und Medien aus. Die Reichspressekammer war eine seiner Unterorganisationen. Außerhalb der parteieigenen Medien konnte damit auch der Staatsapparat zur Verbreitung der NS-Ideologie genutzt werden, indem Zensur oder Fördermittel des Ministeriums die NS-parteikonforme Behandlung von Sport-, Kultur- und zwischenmenschlichen Themen in Spielfilmen erreichen konnte. Die Reichsfilmkammer setzte ihre Personalpolitik bis in einzelne Filmproduktionen hinein durch.
Für die staatliche Sprachzensur und Sprachmanipulation schuf das NS-Regime selbst den Begriff Sprachregelung. Nach internen Anweisungen von Joseph Goebbels wurden der Presse durch solche Zensurmaßnahmen nicht nur Themen vorgegeben, sondern auch der Sprachgebrauch. Besonders für die Judenverfolgung und Judenvernichtung wurden Begriffe verordnet, die den tatsächlichen Zweck der Staatsmaßnahmen für die deutsche und ausländische Öffentlichkeit verschleiern sollten. Oft wurden bewusst verharmlosende, neutrale oder positiv besetzte Ausdrücke für Terror- und Mordaktionen verwendet. Damit sollten sie im Bereich von Normalität erscheinen und organisierten Widerstand Betroffener dagegen verhindern.

## Politische Ziele des Sprachgebrauchs
Der Sprachgebrauch des Vokabulars zielte vor allem auf Nicht-Nationalsozialisten. Nicht-Mitglieder sollten von den Zielen dieser Partei und der von ihr besetzten Ämter überzeugt werden. Nur zum Teil war die Sprache des Nationalsozialismus auch auf die Binnenwirkung bereits überzeugter Parteigenossen (PGs) ausgerichtet. Je mehr der Staatsapparat von Nationalsozialisten genutzt werden konnte, umso prägender traten das Vokabular und die anderen Besonderheiten des Sprachgebrauchs im Leben der ganzen Bevölkerung in Erscheinung. Oft war es nur noch die Familie, in der sich die Menschen nicht von dieser Sprache und den dazugehörenden NS-Funktionären umgeben fühlen konnten. Die Flüsterpropaganda und das private Gespräch waren in der Kriegszeit ständig von der Ausspähung durch andere bedroht. Die Aufzählung der Ziele hier folgt keiner Systematik oder Chronologie:
- Nutzung als Erkennungsmerkmal Gleichgesinnter (besonders in der Zeit vor 1933)
- Schaffung einer emotionalen Zusammengehörigkeit und Wertegemeinschaft
- Innerparteiliche Formierung und Motivation der Mitgliedschaft, um weitergehende Maßnahmen gegenüber Gegnern oder zu verfolgenden Personengruppen vorzubereiten, in extremer Weise zu hören in Heinrich Himmlers geheimen „Posener Reden“ vom Oktober 1943 zur nachträglichen Rechtfertigung des Holocaust.
- Ausgrenzung Andersdenkender, Einschüchterung
- Nach dem Attentat auf Adolf Hitler am 20. Juli 1944 wurde der Hitlergruß verpflichtend für die Wehrmacht angeordnet, um damit deren Loyalität zu Hitler zu zeigen. Bis dahin galt die Wehrmacht als einer der wenigen Bereiche, innerhalb derer man um den damit verbundenen Personenkult herumkommen konnte (siehe aber Führereid).
- Propaganda der parteilichen Ziele, insbesondere durch die Parteipresse (Völkischer Beobachter, Der Angriff; weitere siehe beim Parteiverlag Franz-Eher-Verlag, München, der die Spitze eines großen Pressekonzerns darstellte) sowie durch das Hetzblatt Der Stürmer
- zur Vermeidung inhaltlicher Argumentation, fast im wörtlichen Sinne eines Totschlagarguments

### Literaturwissenschaft

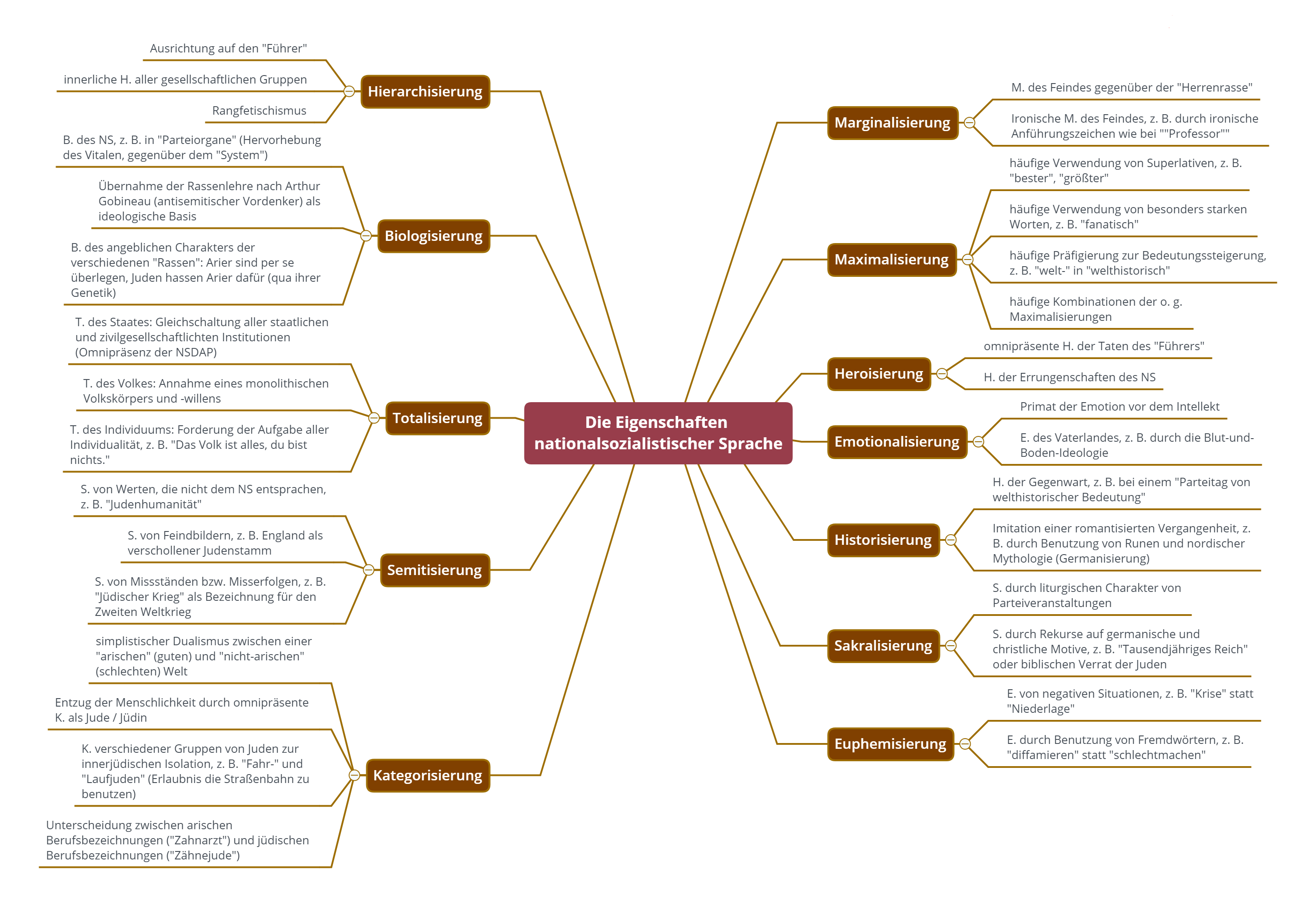
Kategorisiertes Exzerpt von Victor Klemperers LTI

## Darstellungen und Analysen